# Maylis de Kerangal
Maylis de Karangal, född 16 juni 1967 i Toulon, är en fransk författare. Hon har belönats med flera priser och vunnit internationell uppmärksamhet för bland annat romanen Réparer les vivants, som handlar om en ung mans död med följande organdonation.

## Biografi
Maylis de Karangal föddes 16 juni 1967 i Toulon i Frankrike och växte upp i en sjöofficersfamilj i Le Havre. Hon studerade litteratur, historia, etnologi och filosofi i Paris. Hon har arbetat på bokförlaget Gallimard med bland annat utgivning av ungdomslitteratur. 2000 publicerades hennes första roman. Hon har tilldelats flera priser och hennes romaner är översatta till många språk.

## Författarskap
I Drömmen om en bro utspelar sig handlingen i en fiktiv liten stad i Kalifornien. Borgmästaren har storstilade planer för stadens utveckling och kanaliserar detta i ett stort brobyggesprojekt.  Historien blir en skröna med en brokig kavalkad över mänskligt storhetsvansinne, "en allegori över mänsklig dårskap".Det är ett myller av människor men en katastrofkänsla anas. Den har också analyserats avseende de etiska aspekter som uppstår då det moderna samhällets utveckling står i kontrast mot naturfolkens värnande av naturen. Stilen präglas av brådska och långa, vindlande meningar. Romanen blev författarens internationella genombrott.
Att hela de levande utspelar sig under ett dygn. En ung man skadas svårt i en trafikolycka och familjen ställs inför möjligheten att ge sitt tillstånd för organdonation. Genom transplantation av bland annat ett hjärta kan en annan person räddas till ett förlängt liv. Författaren belyser tankar och överväganden som ligger bakom ett  beslut likväl som mottagaren av ett donerat organ kan hysa frågor och känslor kring den främmande donatorn. Titeln härrör från ett Tjechovcitat:  ”begrava de döda och hela de levande”.Skildringen kännetecknas av en lyrisk prosa förenad med tekniska beskrivningar av den kliniska verkligheten. Romanen filmatiserades 2016 i regi av  Katell Quillévéré.
Kiruna är ett litterärt reportage från gruvstaden ur såväl historiska aspekter som nutida invånares perspektiv.

## Priser och utmärkelser i urval
- Prix Médicis 2010 för Naissance d'un pont.[2]
- Prix Orange du Livre 2014 för Réparer les vivants.[14]